# فيليبي ميدينا سانتوس
فيليبي ميدينا سانتوس (بالإسبانية: Felipe Medina Santos)‏ هو سياسي مكسيكي، ولد في 27 ديسمبر 1948 في المكسيك. حزبياً، نشط في الحزب الثوري المؤسساتي. وقد انتخب عضو مجلس النواب المكسيك.